# Blackshear
Blackshear – miasto w Stanach Zjednoczonych, w stanie Georgia, siedziba administracyjna hrabstwa Pierce.